# Mummy the Peepshow
Mummy the Peepshow (en japonés, a veces escrito "マミーザピープショウ")es una banda japonesa de punk rock formada en Osaka en 1994. Fueron una de las bandas más destacadas del sello Benten hasta que en el 2001 crearon su propio sello, Triangle Records. Desde el año 2003 no muestran ningún tipo de actividad -ni el grupo ni el sello-, por lo que se supone que la banda se ha separado, si bien en ningún momento lo han hecho público.
Durante su trayectoria, el sonido del grupo fue evolucionando desde un punk rock urgente influido por The Raincoats y el riot grrl hasta alcanzar un pop vitalista.

## Formación
El único miembro permanente en la banda desde sus inicios ha sido su fundadora, la cantante y guitarrista Maki Nakamura. Al principio junto a ella estaban Yuki-San a la batería y Natsu Summer al bajo. En 1997 se une Akki (Akiko Hosoya) como guitarrista. Un par de años después, Yuki-San contrae matrimonio y deja la banda, siendo sustituida por Mayuko Iida aka I*D*M*U. En el 2000 Naru☆Shin (Naru Ishizua), antigua componente de Wonder 3, sustituye a Natsu Summer como bajista. Finalmente, el año siguiente Akki deja el grupo y el combo queda como trío para la publicación de su último disco.

## Discografía

### Álbumes
- Mummy Builion (Benten, 1998)
- This is Egg Speaking... (Benten, 1999)
- Electric Rollergirl (Benten, 2000)
- Schoolgirl Pop (Triangle, 2002)

Además han participado en diversos recopilatorios, splits, etc.